# گورکویه (شهرستان رومانوفسکی)
گورکویه (روسی: Горькое) یک دریاچه در سرزمین آلتای کشور روسیه است.